# 马扎尔洛克
马扎尔洛克（匈牙利語：Magyarlak）是匈牙利沃什州所辖的一个村，总面积7.62平方公里，总人口729，人口密度95.7人/平方公里（2010年1月1日）。